# 二乔路站
二乔路站是洛阳轨道交通2号线的地铁车站，位于中华人民共和国河南省洛阳市老城区与西工区交界邙岭大道与二乔路交叉口东侧，为2号线北端终点站，于2021年12月26日开通。

## 车站结构
二乔路站位于邙岭大道与二乔路交叉口东侧，沿邙岭大道设置，呈东西走向，为地下两层岛式站台车站，车站长472.2米，标准段宽19.7米，车站地下一层为站厅层，地下二层为站台层，站台设置全高站台门。车站西侧设有两条存车线。
| 地面              | 出入口 | A、B1、C、D出入口                                                                         |
| 地下一层          | 站厅   | 客服中心、自动售票机、验票机                                                              |
| 地下二层          | 站台   | \| \| \| █ 2号线落客 \| \| 島式 · 開左邊车门 \| \| \| \| \| \| █ 2号线往八里堂（邙岭） \| |
|                   |        | █ 2号线落客                                                                               |
| 島式 · 開左邊车门 |        |                                                                                           |
|                   |        | █ 2号线往八里堂（邙岭）                                                                   |

## 出入口
二乔路站目前开放4个出入口，各出口及周围设施如下所示：
| 出口编号            | 照片 | 地点                         | 可到达目的地             |
| ------------------- | ---- | ---------------------------- | ------------------------ |
| A · 出口 · （设有） |      | 邙岭大道（南），凤丹路（东） | 中电阳光新城碧水湾       |
| B · 1 · 出口        |      | 邙岭大道（南），凤丹路（西） | 中电阳光丽水湾           |
| C · 出口            |      | 邙岭大道（北）               | 北郊建材大世界           |
| D · 出口            |      | 邙岭大道（北）               | 封神宫，洛阳黄河科技学校 |
| 图例： 设有         |      |                              |                          |

## 接驳交通

### 公交车
- 中沟东：51路
- 二乔路邙岭大道口南：1路，91路，V6路

## 历史
本站工程名为经三路站，正式站名为二乔路站，以车站西侧的二乔路命名。
- 2019年7月2日，车站主体结构封顶[3]。
- 2021年12月26日，车站随2号线通车开通[1]。